# Historický archiv Goa
Historický archiv Goa je provozován jako organizace  při odboru archivnictví  vlády státu Goa. V roce 2023 je pod správou ministra Subhashi Phal Dessai.
Jedná se o historicky první archiv v indické Goe, byl založen historikem Diogem do Coutem v roce 1595 a v současnosti se nachází  ve městě Panaji.

## Historie

### Přípravy

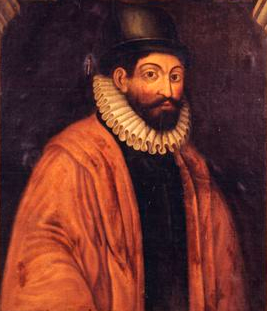
Diogo do Couto

O založení archivu v Velha Goa požádal historik Diogo do Couto po svém příjezdu do Goy, tehdejšího centra Portugalské Indie.  Diogo do Couto se vydal do Indie sepsat kroniku o portugalském dobývání Orientu, avšak po příjezdu zjistil, že ačkoliv byli Portugalci v Goe již od roku 1510, tak tam ale nenašel skoro žádné dokumenty nebo listiny. Dosavadní praxe byla taková, že existovaly matriky a některé státní úřady částečně schraňovaly dokumenty, avšak většina důležitých listin a spisů se posílala do Lisabonu přičemž docházelo k poměrně velkým ztrátám nejen během jejich námořní přepravy. Couto proto požádal  místokrále Matiase de Albuquerque o zaslání veškerých příslušných dokumentů k založení archivu. Místokrál o to obratem požádal krále Filipa II., který vládl jak Španělsku, tak Portugalsku v rámci personální unie. Královi se myšlenka zalíbila, neboť dostával od svých podřízených žádosti ohledně historického fondu o kolonizaci Orientu. Proto vznikl nápad vytvořit v Goe po vzoru archivu Torre do Tombo v Lisabonu archiv Torre do Tombo de Goa. A historik Diogo do Couto byl ideální osobností pro tuto speciální a  důležitou pozici.  

### Archiv v 16.–18. století
25. února 1595 bylo rozhodnuto o zřízení archivu, jeho sídle nacházejícím se v místodržitelském paláci Palácio do Forte a o jmenování Dioga do Couta tzv. Guarda-mor – nejvyšším archivářem s ročním platem 300 pardausů. 
Poté ale vše probíhalo podstatně pomalejší temtem, neboť místokrál Albuquerque ani jeho následovníci  nepožádali administrativu o vydání evidenčních a jiných knih a jejich zaslání do archivu. Diogo do Couto si na to stěžoval králi, který musel vydat další výnos a to dne 13.2.1602 určený místokráli Airesovi de Saldahna, kde bylo přesně určeno jaké dokumenty a knihy mají být umístěné v nově vzniklém archivu, kde budou ve větším bezpečí. Diogo do Couto o něj pečoval s velkým nadšením, proto král nařídil  v roce 1616, aby dostával za svou službu roční plat 500 xerafinů, bohužel krátce nato zemřel. Jedním z významnějších dalších hlavních archivářů  byl António Bocarro, který vytvořil knihu  Livro das Plantas de todas as fortalezas, cidades e povoaçoens do Estado da Índia Oriental nebo také Reformação do Estado da Índia. 
Po dobu fungování archivu tohoto typu  byla většina dokumentů umístěna v archivu v sídle místokrále, v nevyhovujících podmínkách i kvůli zdejšímu vlhkému podnebí a monzunům, na stav dokumentů a neorganizovanost archivu si stěžovali různí zástupci státu a koruny i v průběhu předcházejících staletí.  Vybrané nebo vyžádané dokumenty a spisy byly zasílána do Portugalska kvůli  své důležitosti nebo zájmu o tyto dokumenty. Občas docházelo ke ztrátě během přepravy do Lisabonu, kdy se neví, kde dokumenty skončily.

### Archiv v 19.–20. století
V roce 1840 byla pozice hlavního archiváře na několik let zrušena zrušena.
Když v roce 1855 přijel do Indie Joaquim Heliodoro da Cunha Rivara a zjistil, že je pro uchování dokumentů problematické zdejší vlhké oceánské klima a v jakém jsou stavu, tak se snažil o jejich zakonzervování a také co nejvíce dokumentů vytisknout.  Došlo rovněž  k reorganizaci archivu. Jeho nejvýznamnějším dílem je Arquivo Português-Oriental (1857–1876), kde přepsal v chronologické posloupnosti dokumenty, které se nacházejí v archivu a týkají se portugalksé říše v Orientu. Uvádí se, že jedním z nejvzácnějších dokumentů, o němž se předpokládalo, že se ztratil, ale naštěstí se tak nestalo, je Carta das Novas que vieram a el-rei nosso senhor do descobrimento do Prestes João – Dopis králi Manuelovi o objevení kněze Jana.
V roce 1910 došlo ke vzniku Portugalské republiky a to mělo vliv i na goánský archiv, neboť došlo k určitému liberálnímu uvolnění i pro bádání a zaměstnávání místních hinduistických osobností a obyvatel Jedním z nejvýznamnějších v této éře byl Panduronga S. S. Pissurlencar, který vydal dílo Roteiro dos Arquivos da Índia Portuguesa, a ukázal, že i neportugalci se mohou zabývat dějinami portugalské koloniální říše.
V roce 1930 guvernér João Carlos Craveiro Lopes  založil Arquivo Geral e Histórico da Índia Por-tuguesa se sbírkou 1500 svazků. V roce 1937 došlo k přejmenování na Cartório do Governo Geral do Estado da Índia, poté byl v roce 1952 změněn název na Arquivo Histórico do Estado da Índia. Po osvobození Goy se  přejmenoval na Arquivo Histórico de Goa. V roce 1967 došlo k zařazení pod odbor archivnictví, archeologie a muzeí.

## Současnost
Archiv nyní obsahuje materiály, které se týkají  jak evropské expanze v Asii a v Africe se zaměřením vzestup, pád  degradace portugalského námořního impéria v Indii. Další dokumenty se týkají asijských a afrických zemí v době vypuzování Evropanů ze svého prostoru. Další záznamy obsahují goánský boj za nezávislost, registry lokálních komunit, matriční knihy – narození, křtů, úmrtí, knihy testamentů.
Většina záznamů je v portugalštně nebo v jazyce Marathi, některé dokumenty jsou také v sanskrtu, perštině, vietnamštině, angličtině, francouzštině nebo svahilštině.